# GNU GRUB
Chronologie des versions
GRUB 2 (d)
GNU GRUB (acronyme signifiant en anglais « GRand Unified Bootloader ») est un programme d'amorçage de micro-ordinateur. Il s'exécute à la mise sous tension de l'ordinateur, après les séquences de contrôle interne et avant le système d'exploitation proprement dit, puisque son rôle est justement d'en organiser le chargement. Lorsque l'ordinateur héberge plusieurs systèmes (on parle alors de multi-amorçage), il permet à l'utilisateur de choisir quel système démarrer.

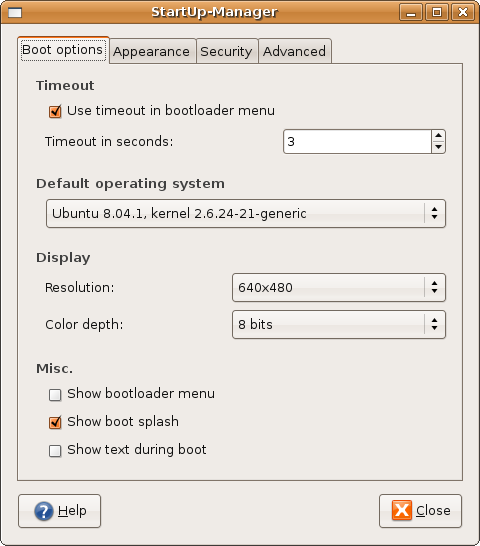
StartUp-Manager.

C'est un logiciel libre. Il permet l'amorçage de systèmes GNU/Linux ou Windows (ainsi que d'autres systèmes moins répandus FreeBSD et OpenBSD, Hurd, Solaris), la lecture de la configuration au démarrage (pas besoin de réinstaller GRUB dans le secteur d'amorçage après un changement de configuration, contrairement à LILO), une ligne de commande permettant de changer la configuration au démarrage et surtout la reconnaissance en natif de divers systèmes de fichiers existants. Il possède également une sorte de langage de commande simple permettant de « rattraper » un amorçage qui se serait mal passé, à la suite du mauvais adressage d'une partition, par exemple.
Grub doit être capable de reconnaître tous les systèmes de fichiers sur lesquels il pourrait être amené à démarrer. Il est pour cette raison beaucoup plus volumineux que LILO.
Il fait partie du projet GNU.

## Fonctionnalités
(décembre 2024).
- Contrairement à LILO, GRUB n'a pas besoin d'être réinstallé pour mettre à jour sa configuration. GRUB prend en compte les modifications de son fichier de configuration dynamiquement.
- Au cas où le fichier de configuration serait incorrect, GRUB peut fournir un interpréteur de commandes pour permettre à l'utilisateur de charger un système d'exploitation manuellement.
- GRUB est très portable : il permet de charger aussi bien des systèmes compatibles avec le multiboot que des systèmes non-compatibles avec cette fonction (comme Microsoft Windows). GRUB prend en charge beaucoup de systèmes de fichiers comme ext3, VFAT ou NTFS. GRUB est également compatible avec le mode Logical block addressing (LBA).
- GRUB peut être utilisé avec différentes interfaces. Beaucoup de distributions GNU/Linux utilisent la prise en charge graphique de GRUB pour afficher au démarrage de l'ordinateur un menu avec une image de fond, et parfois une prise en charge de la souris.
- GRUB peut télécharger des images de systèmes d'exploitation depuis un réseau, ce qui permet d'amorcer un système sur les ordinateurs sans disques. GRUB peut décompresser ces images pour les charger ensuite.
- GRUB prend également en charge des systèmes d'exploitation non Linux via le chargement en chaîne (chain loading) d'un autre bootloader tel ceux de Windows, ou une autre version de lui-même (coexistence entre Grub Legacy (version 1) et Grub2).

### Limitations

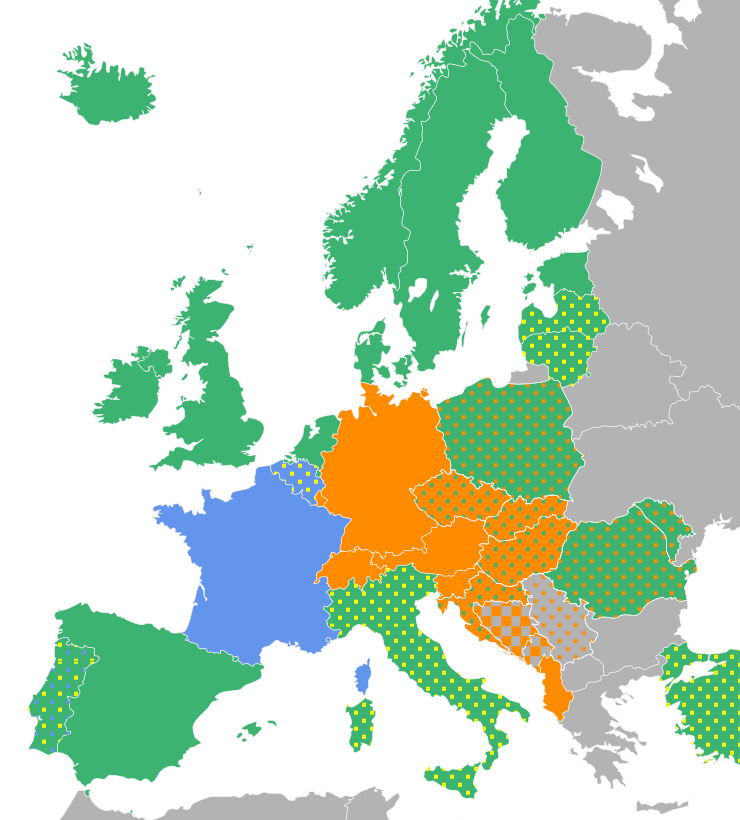
Distribution géographique des différents claviers en Europe :
L'interaction entre Grub et le monde extérieur se fait au travers de périphériques qui eux aussi peuvent requérir une initialisation ou une configuration.
QWERTY ;
QWERTZ ;
AZERTY ;
Dispositions nationales (notamment turque FGĞIOD, lettonne ŪGJRMV et lituanienne ĄŽERTY) ;
Écritures non latines.

#### Gestion du clavier
Grub est souvent configuré en mode QWERTY des Etats-Unis, qui peut différer des claviers présents dans le reste du monde, comme le clavier AZERTY, notamment pour les touches du clavier comme A, Z, Q ou W et M.
Grub dispose aussi d'un shell en mode interactif qui est prévu pour fonctionner avec un clavier QWERTY, ceci pouvant poser des difficultés dans des pays n'utilisant pas de clavier QWERTY.
L'utilisation de Grub avec un clavier français est possible :
- soit avec un paramétrage spécifique de Grub. Grub dispose d'un fichier de configuration[5]: /etc/default/grub en version v2[6].
- soit avec un outil comme la commande grub-kbdcomp qui utilise l'outil ckbcomp[7],[8].

Ces problématiques de configuration de Grub peuvent affecter négativement la saisie d'un mot de passe.

#### Gestion de l'écran
Grub dispose également de commandes qui permettent à un écran de fonctionner en mode graphique,

## Fonctionnement

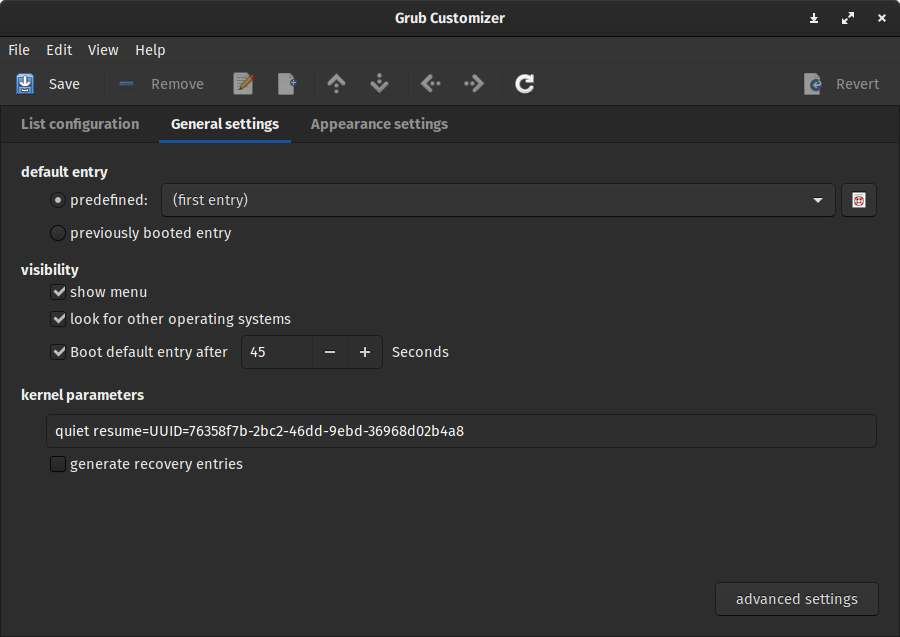
GRUB Customizer

GNU GRUB on MBR-partitioned hard disk drives.

GNU GRUB on GPT-partitioned hard disk drives.

boot.img a la taille de 446 octets et est écrit dans le MBR (secteur 0). core.img est écrit dans les secteurs vides entre le MBR et la première partition, si disponible (pour des raisons historiques la première partition démarre au secteur 63 au lieu du 1, mais ce n'est pas obligatoire). Le répertoire /boot/grub peut être situé sur une partition distincte, ou sur la partition /.

Quand l'ordinateur est allumé, le BIOS cherche le premier périphérique bootable (habituellement le disque dur), charge le secteur d'amorçage ou Master Boot Record (MBR), correspondant aux 512 premiers octets de ce disque, puis transfère le contrôle à ce code.

### GRUB version 1
Le MBR contient habituellement la partie 1 de GRUB, mais il peut aussi contenir un autre bootloader qui peut chaîner la partie 1 de GRUB depuis un autre secteur de boot, comme le début d'un autre disque ou une partition logique (de type DOS). À cause de la faible taille du MBR, la partie 1 se contente de charger la partie suivante de GRUB (qui elle peut se trouver n'importe où sur les 1024 premiers cylindres du disque). La partie 1 peut directement charger la partie 2, ou charger la partie 1.5, qui se trouve dans les 30 kilooctets suivant le MBR. Cette partie 1.5 charge ensuite la partie 2. La partie 1.5 peut contenir des pilotes pour pouvoir accéder à la partie 2.

### GRUB version 2
Ceci est proche de la version 1 de GRUB, boot.img est rangé dans le MBR ou le secteur de démarrage de volume comme la partie 1 ; toutefois, il peut charger un secteur depuis n'importe quelle adresse LBA48. Ceci charge le premier secteur de core.img (généré depuis diskboot.img)  qui est ensuite utilisé pour charger le reste du fichier généré core.img. Le fichier core.img est normalement rangé au même emplacement que la partie 1.5 avec les mêmes problèmes. Toutefois, il peut être déplacé dans un système de fichiers ou une partition avec moins de problème que le déplacement ou l'omission de la partie 1.5.
Une fois chargé le fichier core.img charge les fichiers de configurations et les autres modules nécessaires.

### GRUB est chargé
Une fois que GRUB est chargé, il présente une interface qui permet à l'utilisateur  de choisir quel système d'exploitation démarrer. Ceci prend normalement la forme d'un menu graphique. Si celui-ci n'est pas disponible, ou si l'utilisateur désire un contrôle direct, GRUB a sa propre invite de commande. L'utilisateur peut alors préciser manuellement les paramètres de démarrage. GRUB peut être réglé pour charger automatiquement un noyau précis après un délai d'attente défini par l'utilisateur.
Une fois que les options de démarrage ont été sélectionnées, GRUB charge le noyau choisi en mémoire et lui passe le contrôle. Sinon, GRUB peut passer le contrôle du démarrage à un autre chargeur, utilisant le chargement en chaîne. C'est cette méthode qui est utilisée pour charger des systèmes d'exploitation tels que Windows, qui ne supportent pas le multi-démarrage standard. Dans ce cas, des copies des chargeurs des autres programmes de démarrage ont été faites. Au lieu d'un noyau, l'autre système est chargé comme s'il avait été depuis le MBR. Ce peut être un autre chargeur de démarrage, comme le menu de démarrage de Microsoft, permettant la sélection du système d'exploitation.

## Installation
À l'inverse de LILO, GRUB n'a pas besoin d'être réinstallé dans le MBR à chaque modification de son fichier de configuration.
Dans un système GNU/Linux, la commande grub-install est uniquement utilisée pour installer la Partie 1 de GRUB dans le MBR ou dans une partition. Les fichiers de configuration de GRUB doivent se trouver sur une partition utilisable, et dans le cas contraire, la Partie 1 exécute l'interpréteur de commandes automatiquement.
Le nom et l'emplacement de ce fichier varient d'un système à un autre. Par exemple, dans la distribution Debian GNU/Linux, ce fichier est situé dans /boot/grub/grub.cfg, alors que Fedora le place dans /boot/grub/grub.conf (ce dernier utilise un lien symbolique à l'emplacement /etc/grub.conf et qui pointe vers /boot/grub/grub.conf pour des raisons de compatibilité).
De plus, GRUB peut être installé sur un disque amovible, comme une disquette, un CD ou une clé USB pour charger un système qui ne pourrait démarrer directement depuis son propre disque.

## Configuration basique
La configuration n'est pas extrêmement complexe, il faut connaître :
- le périphérique où se trouve le noyau (kernel) :

```
  hd0 : correspond au premier disque,
  hd1 : correspond au deuxième disque,
  hd0,2 : correspond au premier disque, 
3
e
 
partition
 Grub Legacy, 
2
e
 
partition
 Grub2
[
13
]
```

- Le nom du kernel ;
- Le nom du initrd si besoin ;
- Puis : boot.

Grâce à un système de prompt interactif, GRUB gère la complétion, ceci permet de retrouver les noms de disque/kernel/initrd si le menu de chargement ne fonctionne plus.
Dans le fichier /boot/grub/menu.lst, se trouvent les éléments de couleurs et timeout pour le menu. Le paramètre default permet de présélectionner le kernel à charger. Par la suite sont définis les uns en dessous des autres les kernel qu'il est possible de charger.
```
 default 0
 timeout 5
 #
 foreground = ffffff
 background = 000000
 #
 splashimage=(hd0,1)/boot/grub/leaf_splash.xpm.gz
 #
 title Gentoo
 root (hd0,1)
 kernel /boot/vmlinuz root=/dev/sda2 quiet
 #
 title Windows
 root (hd1)
 chainloader +1
```

Pour la partie Microsoft, il n'y a pas de noyau spécifique à charger, l'astuce consiste à choisir le bon disque puis à débuter sur le premier octet de ce disque via « chainloader +1 ». La commande « boot » permet de lancer l'exécution.

## Développement
Le terme « GRUB » fait généralement référence à GRUB Legacy. Cette version continue de recevoir des patchs, mais plus aucune nouvelle fonction n'est ajoutée. Les développeurs de GRUB ont décidé de se concentrer sur GRUB 2 : une réécriture complète du programme pour le rendre plus sûr, plus propre, plus puissant et plus robuste.

## GNU GRUB 2
La nouvelle version GNU GRUB 2 pour succèder à GRUB est progressivement adoptée par plusieurs distributions GNU/Linux. Les développeurs prévoient donc :
- de pouvoir scripter GRUB, avec des structures comme les boucles ou les conditions ;
- une interface graphique ;
- un système pour charger les modules à l'exécution, plutôt que d'alourdir la compilation ;
- une portabilité accrue ;
- la prise en charge des caractères non-ASCII ;
- la prise en charge du système de fichiers ext4 depuis le 13 juillet 2008 ;
- le nouveau système de fichiers btrfs ;
- une meilleure accessibilité (système d'étiquettes vocales…).

### Variantes
Plusieurs autres projets maintiennent leurs propres améliorations (fork) au code de GRUB Legacy. Ceci inclut Super Grub Disk (les nouvelles commandes incluent "setgrubdevice" et "usbshift") et GRUB4DOS.
OpenSolaris utilise une version modifiée de GRUB Legacy qui prend en charge les noms de disque, la sélection automatique des noyaux 64 bits, et le démarrage depuis ZFS (avec compression et environnements de multi-démarrage),. Le projet Syllable OS a fait une version modifiée de GRUB pour charger le système depuis le système de fichiers AtheOS.

## Histoire
GRUB est créé par Erich Boleyn pour démarrer le système d'exploitation GNU/Hurd, développé par la Free Software Foundation En 1999, Gordon Matzigkeit et Yoshinori K. Okuji font de  GRUB un paquet logiciel officiel du GNU Project et ouvrent le  processus  de développement au public. Modèle:As of, la majorité des  distributions Linux ont adopté GNU GRUB 2, mais c'est aussi le cas d'autres systèmes comme la PlayStation 4  de Sony.

### Développement
GRUB version 0 (aussi dit "GRUB Legacy" en anglais) n'est plus développé et est progressivement abandonné. Les développeurs de GNU GRUB ont basculé leur focus sur GRUB 2, une réécriture complète cherchant à rendre GNU GRUB plus propre, plus robuste, plus portable et plus puissant. GRUB 2 s'appela d'abord PUPA. PUPA a été supporté par l' Information-technology Promotion Agency (IPA) au Japon. PUPA est intégré dans le développement GRUB 2 autour de 2002, quand GRUB version 0.9x est renommé GRUB Legacy.
Certains objectifs du projet GRUB 2 incluent la prise en charge des  platforms non-x86, l'internationalisation et la localisation (i18n), les caractères non-ASCII, les modules à chargement dynamique, la gestion mémoire, un mini-langage de script, l'isolement de code  spécifique aux plateformes (x86), et un atelier de travail orienté objet. GNU GRUB version 2.00 est officiellement publié le 26 juin 2012,.
Trois des distributions Linux les plus utilisées utilisent GRUB 2 comme chargeur principal,,. La distribution Ubuntu l'adopte comme chargeur principal depuis sa version 9.10 version d'octobre 2009. La distribution Fedora suit avec Fedora 16 publié en novembre 2011. La distribution  OpenSUSE adopte GRUB 2 comme chargeur principal avec sa version 12.2 publiée en septembre 2012. Le système Solaris adopte aussi GRUB 2 sur la plateforme x86 depuis Solaris 11.1 . Le logiciel Buildroot utilise aussi GNU GRUB sur des cibles x86 et x86_64.
Fin 2015, l'exploit de presser backspace 28 fois pour court-circuiter le login et le mot de passe est trouvé et résolu,.

### Variantes
GNU GRUB est un logiciel libre, ainsi plusieurs variantes ont été créées. Parmi les plus notables, non fusionnées dans la branche principale de GRUB:
- OpenSolaris inclut un GRUB Legacy modifié qui prend en charge Solaris VTOC slices, la sélection d'un noyau  64-bit  automatique, et le démarrage depuis ZFS (avec la compression de données et plusieurs environnements de boot)[33],[34].
- Le Google Summer of Code de 2008 a un projet de prise en charge en GRUB legacy le démarrage depuis des partitions formatées en  ext4[35].
- Le projet Syllable a créé une version modifiée de GRUB pour charger son système depuis son AtheOS File System[36].
- TrustedGRUB étend GRUB en mettant en œuvre la vérification de l'intégrité système et la sécurité du processus de démarrage, en utilisant le Trusted Platform Module (TPM)[37].
- L'Intel BIOS Implementation Test Suite (BITS) fournit un environnement GRUB pour tester des BIOS et en particulier leur  initialisation des processeurs, matériels, et autres technologies Intel. BITS prend en charge le scriptage en Python, et inclut des APIs Python pour accéder à diverses fonctionnalités des couches basses de la plateforme matérielle, y compris ACPI, CPU et registres de chipset, PCI, et PCI Express[38].
- GRUB4DOS est un fork (schisme) hérité de GRUB legacy qui améliore l'expérience d'installation sur DOS et Microsoft Windows en mettant tout  derrière une  configuration  the GRLDR dans un fichier image. Il peut être chargé directement depuis DOS, ou par NTLDR ou Windows Boot Manager[39],[40]. GRUB4DOS est en cours de développement actif et en  2021 prend en charge l'UEFI[41].

### Autres chargeurs d'amorçage
- AiR-Boot, qui tient en entier sur le secteur d'amorçage (Master Boot Record)
- Barebox, utilisé sur architecture ARM, dérivé de u-boot, et s'inspirant de Linux et de POSIX, il contient un shell type Busybox, mais plus réduit.
- Gestor de Arranque Gráfico, qui tient en entier sur le secteur d'amorçage (Master Boot Record)
- LILO, un prédécesseur de grub, plus compact
- Pour Microsoft Windows: NTLDR (de Windows NT à Windows 2003), puis Boot Configuration Data
- Syslinux, une suite de chargeurs d'amorçage de faible taille pour Linux, utilisable sur CD-ROM, DVD, réseaux, et VFAT
- PLoP, capable de démarrer des clés usb bootables sans support du BIOS
- XOSL